# Jordi Solé Tura
Jordi Solé Tura (Mollet del Vallès, 23 de maio de 1930 – Barcelona, 4 de dezembro de 2009) foi um jurista e político espanhol, um dos "Padres de la Constitución" da Constituição espanhola de 1978. Era membro do Partido Comunista de Espanha.
Solé Tura morreu aos 79 anos, devido a complicações da doença de Alzheimer.

## Obras
- Nacionalidades y nacionalismos en España: autonomías, federalismo, autodeterminación. Alianza Editorial, Madrid (1985)
- Catalanisme i revolució burguesa, Ed.62, Barcelona 1967
- Catalanismo y revolución burguesa (1970)
- Introducción al Régimen Político Español (1972)
- Ideari de Valentí Almirall (1974)
- Política internacional y conflictos de clase (1974)
- Constituciones y períodos constituyentes en España (1808 - 1936). Século XXI, Madrid (1977)
- La izquierda y la Constitución, Taula de Canvi, Barcelona, (1978)
- Història social de la filosofía Edicions 62 (1996). Tradução catalã dos três volumes de A History of Western Philosophy de Bertrand Russell.
- Una historia optimista. Memorias. El País-Aguilar, Madrid. (1998)